# Michael Barratt (astronaute)
Pour les articles homonymes, voir Michael Barratt et Barratt.
Michael Reed Barratt est un médecin américain et astronaute de la NASA né le 16 avril 1959.

## Vol réalisé
- Soyouz TMA-14, lancé 25 mars 2009, à destination de la Station Spatiale Internationale.
- STS-133, lancé le 24 février 2011, dernière mission de la navette spatiale Discovery.